# Estheria lacteipennis
Estheria lacteipennis är en tvåvingeart som beskrevs av Louis-Paul Mesnil 1967. Estheria lacteipennis ingår i släktet Estheria och familjen parasitflugor. Inga underarter finns listade i Catalogue of Life.